# 18e cérémonie des Victoires de la musique
La 18e cérémonie des Victoires de la musique a lieu le 15 février 2003 au Zénith de Paris. Elle est présentée par Jean-Luc Delarue et Michel Drucker.

## Palmarès
Les gagnants sont indiqués ci-dessous en tête de chaque catégorie et en caractères gras. 

### Artiste interprète masculin

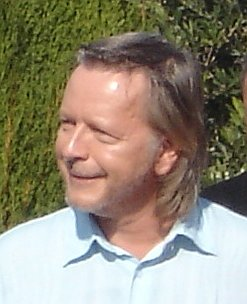
Renaud, artiste masculin de l'année

- Renaud
  - Alain Bashung
  - Patrick Bruel
  - Christophe

### Groupe ou artiste interprète féminine

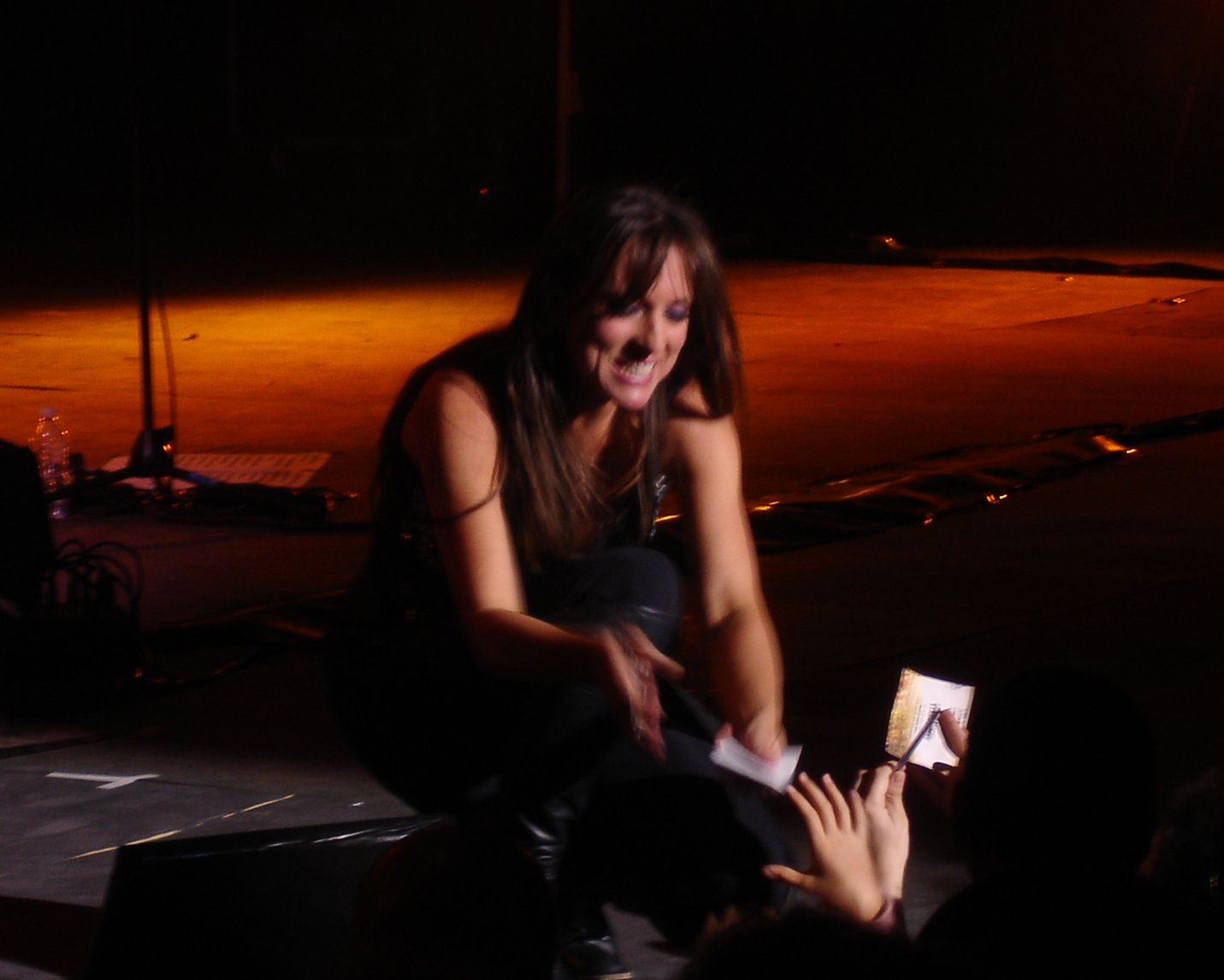
Lynda Lemay, artiste féminine de l'année

- Lynda Lemay
  - Keren Ann
  - Axelle Red
  - Les Rita Mitsouko

### Groupe ou artiste révélation

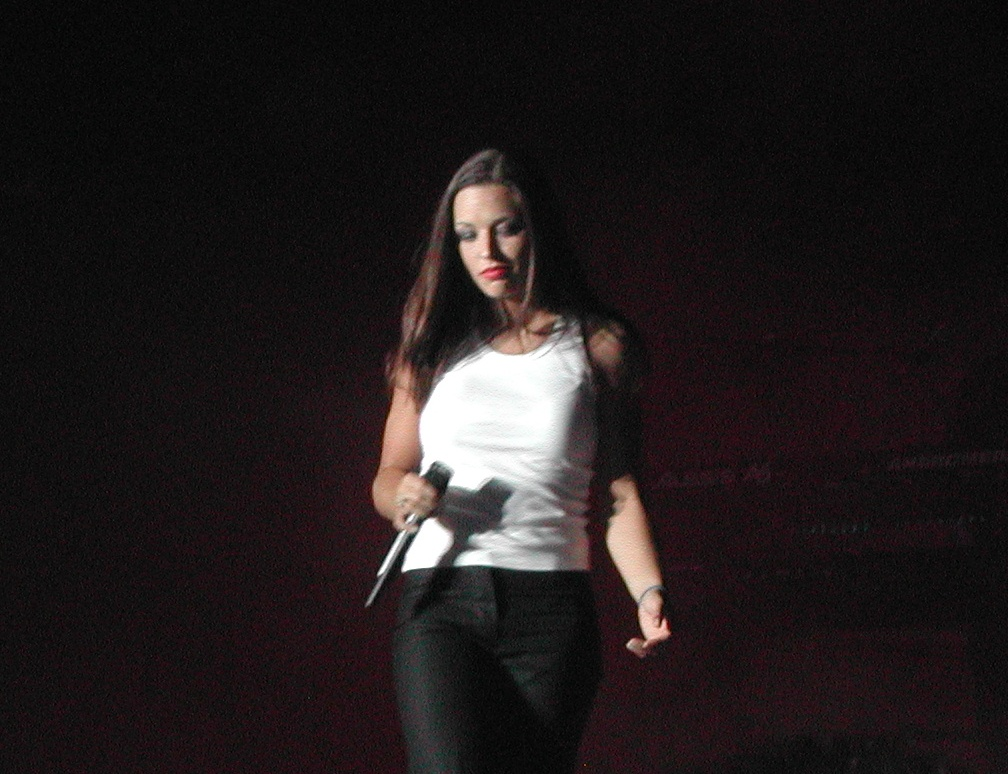
Natasha St-Pier, artiste révélation de l'année

- Natasha St-Pier
  - Bénabar
  - Calogero
  - Vincent Delerm

### Groupe ou artiste révélation scène

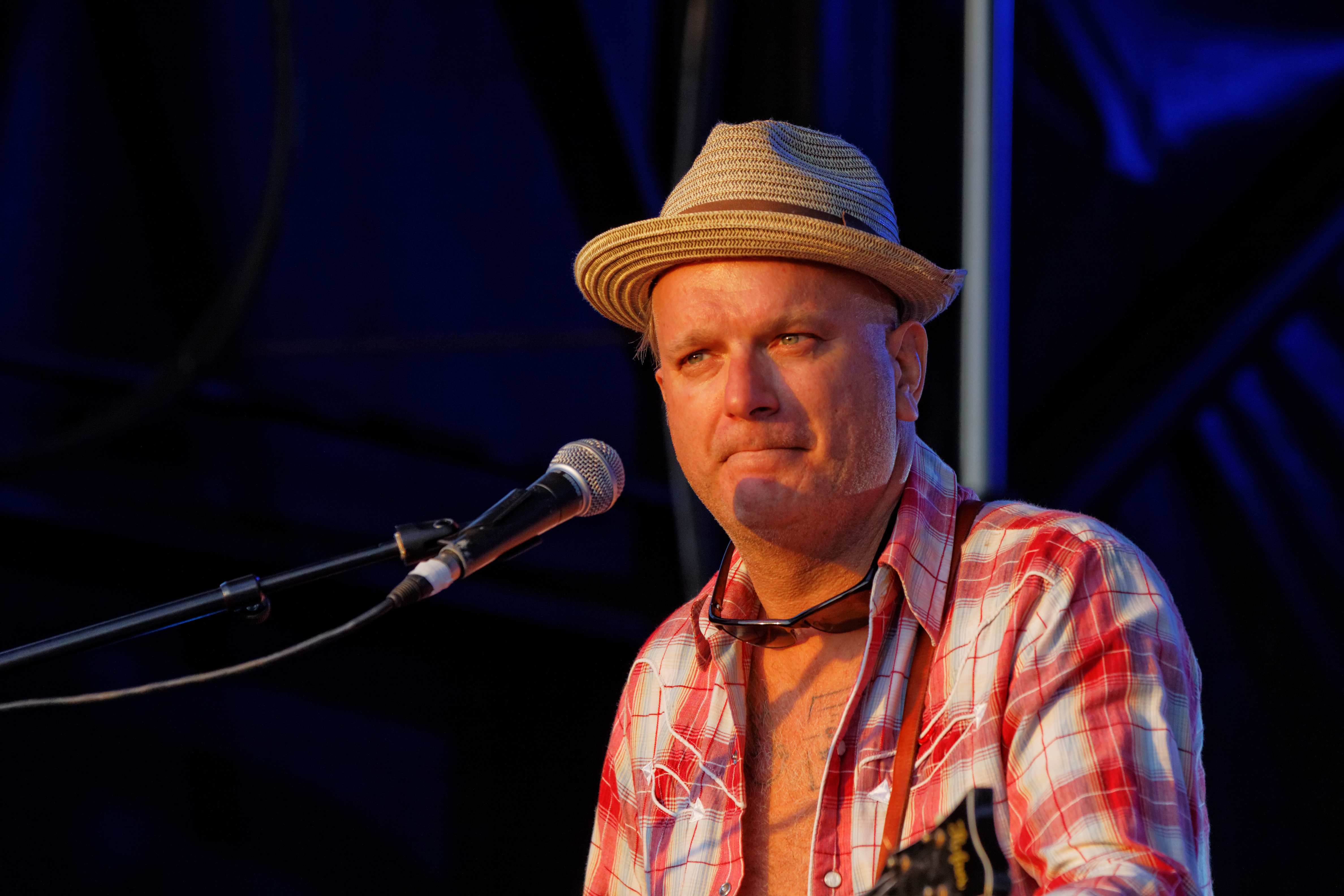
Sanseverino, artiste révélation scène de l'année

- Sanseverino
  - Bénabar
  - Calogero
  - Vincent Delerm

### Album révélation
- Vincent Delerm - Vincent Delerm
  - Quelqu'un m'a dit - Carla Bruni
  - Calogero - Calogero
  - Jenifer - Jenifer

### Album de chansons/Variétés
- Boucan d'enfer - Renaud
  - Entre deux - Patrick Bruel
  - À la vie, à la mort - Johnny Hallyday
  - De l'amour le mieux - Natasha St-Pier

### Album pop-rock
- Paradize - Indochine
  - Arno Charles Ernest - Arno
  - L'Imprudence - Alain Bashung
  - La Femme trombone - Les Rita Mitsouko

### Album rap/hip-hop
- Solitaire - Doc Gynéco
  - Vapeurs toxiques - Don Choa
  - Hip Hop therapy - Lady Laistee
  - Koss City - Lord Kossity

### Album reggae/Ragga/World
- Umani - I Muvrini
- Françafrique - Tiken Jah Fakoly
  - Occitanista - Massilia Sound System
  - Yon pa Yon - Yaniss Odua

### Album de musiques électroniques/Techno/Dance
- La revancha del tango - Gotan Project
  - Nude for love - Bumcello
  - Just a little more love - David Guetta
  - Music Kills Me - Rinôçérôse

### Chanson originale
- Manhattan-Kaboul - Renaud et Axelle Red
  - Tu es mon autre - Lara Fabian et Maurane
  - Marie - Johnny Hallyday
  - J'ai demandé à la lune - Indochine
  - La fille d'avril - Laurent Voulzy

### Spectacle musical / Tournée / Concert
- Christophe à l'Olympia
  - Jean-Louis Aubert au Zénith et en Tournée
  - Indochine au Zénith et en Tournée
  - Lynda Lemay à l'Olympia et en Tournée

### Vidéo-clip
- « Tournent les violons » - Jean-Jacques Goldman
  - « Faites monter » - Alain Bashung
  - « Marie » - Johnny Hallyday
  - « Triton » - Les Rita Mitsouko